# Adamantium
Adamantium é uma liga metálica fictícia. É um metal raro, quase indestrutível, com o qual o esqueleto do personagem Wolverine, de X-Men, é revestido. A liga aparece ainda em outras obras de ficção, como o escudo do Capitão América, também feito de vibranium.
A palavra "adamantino" tem origem no latim "adamantinus," que por sua vez deriva do grego "adamas" (ἀδάμας), significando "indomável" ou "invencível," geralmente associado ao diamante ou a qualquer material extremamente duro e resistente.

### Mitologia Grega
Na mitologia grega, "adamantino" é frequentemente usado para descrever materiais de dureza extraordinária. Dois exemplos notáveis são:
1. Foice de Cronos: Segundo a mitologia, Gaia deu a Cronos uma foice feita de adamantino para castrar seu pai, Urano. Esse material foi escolhido devido à sua força e durabilidade, capaz de realizar um ato tão violento e decisivo.
2. Perseu e Medusa: Embora as histórias variem, em algumas versões do mito, Perseu usa uma espada ou uma harpa (instrumento em forma de foice) de adamantino fornecida por Hermes ou Hefesto para decapitar Medusa. A arma de adamantino é crucial para cortar a cabeça da górgona, devido à sua natureza indestrutível.

### Mitologia Hindu
Na mitologia hindu, o termo "adamantino" é menos comum, mas há uma referência significativa:
1. Vajra: O Vajra é a arma do deus Indra, que é frequentemente descrita como um raio ou um diamante. Em sânscrito, "vajra" significa "rígido" ou "duro" e é associado com o diamante devido à sua indestrutibilidade. A arma é um símbolo de poder e é descrita como sendo capaz de cortar qualquer coisa sem ser danificada.

Portanto, o termo "adamantino" possui raízes profundas e significativas tanto na mitologia grega quanto na hindu, representando força indomável e durabilidade excepcional.